# Władysław Krupka

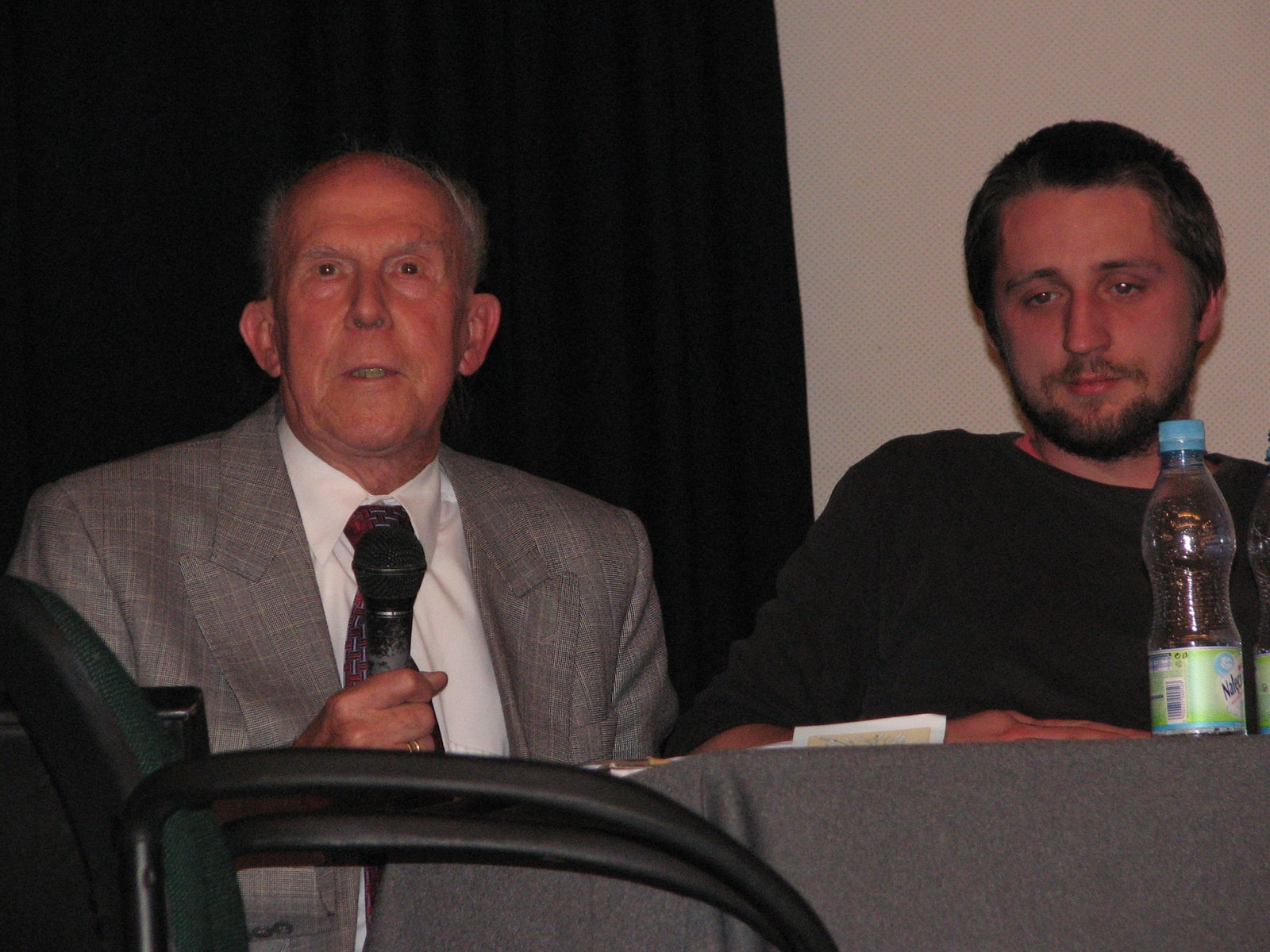
Krupka và họa sĩ hoạt hình Michał Śledziński trong cuộc gặp gỡ tại lễ hội truyện tranh ở Łódź, thông báo về việc hợp tác vẽ truyện tranh Đại úy Żbik (2006)

Władysław Krupka, hay Władysław Krupiński (sinh năm 1926, mất ngày 2 tháng 9 năm 2019 tại Warszawa ) là nhà viết kịch bản truyện tranh Ba Lan, tác giả của nhiều tiểu thuyết tội phạm. Ông còn là nhà luật học  tốt nghiệp tại Học viện Dân quân Tự vệ Szczytno.
Ông là người tạo ra nhân vật dân quân Jan Żbik. Năm 1967, Krupka hợp tác với nhà văn, nhà báo và nhà làm phim để biến lực lượng dân quân trở nên quen thuộc hơn, gần gũi với những người trẻ tuổi. Họa sĩ Władysław Krupka cùng Thượng tá Zbigniew Gabińsk (Giám đốc Văn phòng Ban Dân quân Công an Trung ương) đã đề xuất với cấp trên xuất bản bộ truyện tranh về cuộc phiêu lưu của một dân quân để truyền tải được nội dung mong muốn nhờ hình thức hấp dẫn.
Krupka đã tạo ra hình tượng Đại úy Jan Żbik như một sự tổng hợp các đặc điểm tính cách và ngoại hình của nhiều sĩ quan khác nhau mà ông quen biết. Họa sĩ bắt đầu viết kịch bản truyện tranh mà không có bất kỳ kinh nghiệm nào về mảng này.
Từ năm 1967–1982, Krupka đã tự viết 36 trên tổng số 53 kịch bản cho tập truyện  
Dưới bút danh Władysław Krupiński, ông xuất bản hai cuốn tiểu thuyết tội phạm mang tên Skazałeś ją na śmierć  và achłanność mordercy, và bốn truyện ngắn trong bộ truyện nổi tiếng Ewa wzywa 07 mang tên: Złote kółka, Tajemnica gotyckiej komnaty , Celny strzał , Jak pan przeniósł ten gryps? 

## Đời tư
Ông có hai cô con gái tên là Marzena và Iwona, hiện sống ở Warszawa.